# Premični most
Premični most je most, ki se premika, da se omogoči prehod ladjam ali čolnom na mestu križanja s cesto ali železnico. 
Premični most in dvižni most sta lahko sinonima, vendar se dvižni most lahko omeji na ožjo, zgodovinsko opredelitev.
Prednost izgradnje premičnih mostov so nižji stroški zaradi odsotnosti visokih stebrov in dolgih pristopov. Glavna pomanjkljivost je, da se mora promet na mostu ustaviti, ko je ta odprt za prehod plovil. Za redko uporabljene železniške mostove, lahko most ostane odprt in se zapre kadar pripelje vlak. Pri majhnih mostovih se lahko gibanje mostu omogoči brez motornega pogona. Nekatere mostove upravljajo uporabniki, zlasti tiste za ladje, druge lahko upravlja posebej za to usposobljen človek in so vodeni na daljavo s pomočjo video-kamere in zvočnikov. Na splošno, mostove premikajo elektromotorji ali s pomočjo vitlov, reduktorjev ali s hidravličnimi bati. Medtem ko so lahko premični mostovi v celoti zelo dolgi, je dolžina premičnega odseka omejena z inženirskega in stroškovnega vidika do nekaj sto metrov.
Za upravljanje prometa so pogosti semaforji za cestni in vodni promet in premične ovire za cestni promet.

## Tipi premičnih mostov
- Dvižni most (angl. drawbridge) - dostopni most na grad, kjer je krov pritrjen samo na enem koncu;
- Dvižni most (angl. bascule bridge) - dvižni most, kjer se voziščna konstrukcija dviga s protiutežjo za lažje dviganje; cestni ali železniški;
  - Zibajoči dvižni most (angl. rolling bridge) - dvižni most se dvigne z zvijanjem velikega segmenta preko zobnika na vodoravni progi;
- Zložljiv most (angl. folding bridge) - dvižni most sestavljen iz več delov, ki se zložijo skupaj vodoravno;
- Zvijajoči zložljiv most (angl. curling bridge ali rolling bridge) - dvižni most s prečnimi pregradami med več deli, ki se zarolajo navpično;
- Pahljačast most - dvižni most z vzdolžnimi pregradami med več premičnimi deli, ki se dvigajo do različnih kotov visoko v obliki pahljače;
- Privzdignjen vlečni most (angl. vertical-lift bridge) - mostni krov se dvigne s protiutežnimi kabli, nameščenimi na stolpih; cestni ali železniški;
- Privzdignjen mizast most - most z dvižnim mehanizmom nameščenim pod njim;
- Drsno zložljiv most (angl. retractable ali thrust bridge) - mostni krov se drsno pomakne na eno stran;
- Potopni most (angl. submersible bridge) - imenovan tudi izmikajoč most, je most kjer se krov potopi v vodo;
- Nagibni most - mostni krov je ukrivljen in vrtljiv na vsakem koncu in se dvigne pod kotom;
- Vrtljivi most (angl. swing bridge) - mostni krov se vrti okrog fiksne točke, navadno na sredini, lahko pa na eni strani in spominja na vrata; so cestni ali železniški;
- Trajektni most (angl. transporter bridge) - trajektu podobna struktura obešena visoko na žice;
- Letališki most – pristopni most potnikov na letalo. En konec je mobilen na višini, čeljust in nagib se prilagodita na zunanjem koncu ob letalu.

## Animacije premičnih mostov
- Dvižni most pri gradu
- Dvižni most
- Zložljiv most
- Zvijajoči zložljiv most
- Privzdignjen vlečni most
- Privzignjen mizast most
- Drsno zložljiv most
- Zibajoči dvižni most
- Potopni most
- Nagibni most
- Vrtljivi most
- Trajektni most